# Язвенник многолистный
Язвенник многолистный, или Язвенник крупноголовчатый, или Язвенник крупноголовый, или Язвенник Шиверека (лат. Anthyllis vulneraria subsp. polyphylla) — дву- или многолетнее травянистое растение из рода Язвенник семейства Бобовые. Все указанные названия приведены по устаревшим синонимам, соответственно — Anthyllis polyphylla, Anthyllis macrocephala и Anthyllis schiwereckii, в современной классификации объединенным в один таксон Язвенник обыкновенный подвид многолистный.

## Ботаническое описание
Двулетние или многолетние травянистые растения. Стеблей до 6 штук, прямостоячие, либо распростертые и приподнимающиеся, (15)25–50(60) см высотой, прочные и толстые, обычно зеленые. Ветвление обычно в верхней части. Ветви до половины длины покрыты перпендикулярно направленными жестковатыми волосками, дальше — прилегающими (видовой признак ранее самостоятельного язвенника длиннолистного), либо по всей длине с прилегающими прижатыми волосками, в нижней части нередко голыми (характерно для язвенника Шиверека).
Листья непарноперистые. Прикорневые с (0)1–2(4) парами небольших боковых листочков и очень крупным овальным или яйцевидным конечным листочком. Стеблевые листья в количестве (2)3-6(7), равномерно расположены на стебле, реже смещенные в нижние 2/3 длины. Обычно с (4)5–6(7) парами листочков, изменяющих форму от эллиптической к линейно-ланцетной по мере приближения к верхушке стебля. Все листочки сверху голые или с редкими жестковатыми волосками, снизу — густо-мохнатые.
Цветочная головка, от одной до 4 сближенных на конце стебля. Соцветия крупные, 3-5 см в диаметре, многоцветковые, густые и плотные. Прицветники равны или длиннее головки. Чашечка длинная и относительно узкая, 12 х 3-5 мм. Венчик обычно жёлтый, лодочка красноватая на верхушке или даже целиком.
Плоды — яйцевидные, нераскрывающиеся, заключенные в чашечку бобы.
Хромосомное число 2n = 12 (указан для язвенника крупноголовчатого).

## Распространение и экология
Природный ареал охватывает среднюю Европу, Прибалтику, Крым. На территории России распространен преимущественно в южной половине европейской части, но встречается и в более северных регионах. Вид включен в ботанический атлас растений Ленинградской области.
Произрастает в степях, суходольных лугах и речных аллювиях, на открытых сухих травянистых местах, склонах, холмах, в рощах, сосновых лесах, на лесных опушках и вырубках, среди кустарников, на вересковых пустошах, полях и пастбищах. Встречается на черноземных, песчаных, глинистых и известковых почвах, иногда на мелу.

## Хозяйственное значение
Хорошее кормовое растение.

## Классификация

### Таксономия
Anthyllis vulneraria subsp. polyphylla (DC.) Nyman, 1878, Consp. Fl. Eur.: 164
Подвид Язвенник обыкновенный подвид многолистный относится к виду Язвенник обыкновенный (Anthyllis vulneraria) рода Язвенник (Anthyllis) подсемейства Мотыльковые (Papilionoideae) семейства Бобовые (Fabaceae) порядка Бобовоцветные (Fabales). Таксономическая схема в соответствии с Системой APG IV по состоянию на декабрь 2023 года:
|  |                                      |  |                                   |                                   |                   |  | ещё 3 семейства | ещё 3 семейства |                           |  |                                                  |  | еще 45 подтвержденных видов | еще 45 подтвержденных видов |  |
|  |                                      |  |                                   |                                   |                   |  | ещё 3 семейства | ещё 3 семейства |                           |  |                                                  |  | еще 45 подтвержденных видов | еще 45 подтвержденных видов |  |
|  |                                      |  |                                   | порядок Бобовоцветные             |                   |  |                 |                 | род Язвенник              |  |                                                  |  |                             |                             |  |
|  |                                      |  |                                   | порядок Бобовоцветные             |                   |  |                 |                 | род Язвенник              |  | подвид Язвенник обыкновенный подвид многолистный |  |                             |                             |  |
|  | отдел Цветковые, или Покрытосеменные |  |                                   |                                   | семейство Бобовые |  |                 |                 | вид Язвенник обыкновенный |  |                                                  |  |                             |                             |  |
|  | отдел Цветковые, или Покрытосеменные |  |                                   |                                   |                   |  |                 |                 |                           |  |                                                  |  |                             |                             |  |
|  |                                      |  | ещё 63 порядка цветковых растений | ещё 63 порядка цветковых растений |                   |  |                 | еще 795 родов   | еще 795 родов             |  |                                                  |  |                             |                             |  |
|  |                                      |  |                                   | ещё 63 порядка цветковых растений |                   |  |                 |                 | еще 795 родов             |  |                                                  |  |                             |                             |  |

### Синонимы
- Anthyllis bicolor (Schleich. ex Rchb.) Dalla Torre & Sarnth.
- Anthyllis langei (Jalas) G.H.Loos
- Anthyllis macrocephala Wender.
- Anthyllis macrocephala var. schiwereckii (DC.) Soo
- Anthyllis polyphylla (DC.) G.Don
- Anthyllis polyphylla Kit. ex DC.
- Anthyllis polyphylla var. bicolor Schleich. ex Rchb.
- Anthyllis polyphylla var. schiwereckii (DC.) Sagorski
- Anthyllis schiwereckii (DC.) Blocki
- Anthyllis schiwerescii (DC.) Błocki
- Anthyllis vulneraria f. aequilobq Sagorski
- Anthyllis vulneraria f. bicolor (Schleich. ex Rchb.) Sagorski
- Anthyllis vulneraria f. schiwereckii (DC.) Sagorski
- Anthyllis vulneraria prol. polyphylla (DC.) Sagorski
- Anthyllis vulneraria subsp. schiwereckii (DC.) Tzvelev
- Anthyllis vulneraria var. langei Jalas
- Anthyllis vulneraria var. polyphylla DC.
- Anthyllis vulneraria var. schiwereckii DC.
- Vulneraria polyphylla (DC.) Link